# Полет 498 на „Аерофлот“
Полет 498 на „Аерофлот“ е вътрешен пътнически полет от Северомуйск, до международното летище „Байкал“, Улан Уде, Бурятска автономна съветска социалистическа република, Руска съветска федеративна социалистическа република, Съюз на съветските социалистически републики, с междинно планирано кацане в Нижнеангарск, управляван от „Аерофлот“. На 14 юни 1981 г. самолетът „Ил-14M“, който изпълнява полета, се разбива на 1300 м над морското равнище в склона на планина, разположена на полуостров Свети Нос в езерото Байкал, на около 30 км от летище Усть-Баргузин. В катастрофата загиват всички 44 пътници и 4 члена на екипажа на борда на машината.
Преди инцидента е съобщено, че в района на езерото времето е лошо, вали дъжд и вятърът е със скорост до 5 м/с. Освен това около полуостров Свети Нос видимостта е силно намалена заради мъгла. Установено е, че устройството за търсене на данни на самолета е нестабилно, за което въздушната кула в Усть-Баргузин предупреждава екипажа предварително. По този начин машината се отклонява надясно от курса си с около 32 км, при което пилотът обърква полуостров Свети Нос за местоположението на летището.